# 威爾士親王亨利·弗雷德里克
威尔士亲王亨利·弗雷德里克（英語：Henry Frederick, Prince of Wales；1594年2月19日—1612年11月6日）是詹姆士六世及一世和丹麦的安娜的长子。他的名字来自他的祖父苏格兰配王亨利和外祖父丹麦国王弗雷德里克二世。亨利王子曾被寄以厚望，英格兰人们普遍认为身体健康的他会继承父王的王子。但出乎人们意料，亨利年仅十八便病逝了。由于英年早逝，他的二弟查尔斯最终继承了父王的王位。